# Suchá (Nejdek)
Suchá (německy Thierbach) je vesnice, část města Nejdek v okrese Karlovy Vary v Karlovarském kraji. Nachází se asi 1,5 kilometru jižně od Nejdku. Suchá leží v katastrálním území Suchá u Nejdku o rozloze 7,55 km².

## Historie
První písemná zmínka o vesnici pochází z roku 1341.

## Obyvatelstvo
Při sčítání lidu v roce 1921 zde žilo 529 obyvatel (z toho 276 mužů), z nichž byl jeden Čechoslovák, 524 Němců a čtyři cizinci. Až na dva evangelíky patřili k římskokatolické církvi. Podle sčítání lidu z roku 1930 měla vesnice 905 obyvatel: deset Čechoslováků, 892 Němců a tři cizince. Kromě osmi evangelíků a 127 lidí bez vyznání byli římskými katolíky.
| Rok            | 1869 | 1880 | 1890 | 1900 | 1910 | 1921 | 1930 | 1950 | 1961 | 1970 | 1980 | 1991 | 2001 | 2011 | 2021 |
| -------------- | ---- | ---- | ---- | ---- | ---- | ---- | ---- | ---- | ---- | ---- | ---- | ---- | ---- | ---- | ---- |
| Počet obyvatel | 294  | 411  | 402  | 549  | 629  | 529  | 905  | 505  | 496  | 414  | 346  | 260  | 289  | 312  | 298  |
| Počet domů     | 44   | 60   | 75   | 84   | 89   | 90   | 140  | 176  | 117  | 106  | 93   | 99   | 106  | 118  | 127  |

## Obecní správa
Při sčítání lidu v letech 1869–1975 Suchá byla samostatnou obcí, se kterým patřila nejprve do okresu Kraslice, ale v letech 1910–1930 v okrese Nejdek, v roce 1950 v okrese Karlovy Vary-okolí a v letech 1961–1975 v okrese Karlovy Vary. Od 1. ledna 1976 je částí města Nejdek v okrese Karlovy Vary.